# Charles Griffith
Charles Densil Griffith (ur. 18 lutego 1963) – wenezuelski judoka. Olimpijczyk z Seulu 1988, gdzie zajął trzynaste miejsce w wadze średniej.
Uczestnik mistrzostw świata w 1989. Srebrny medalista igrzysk panamerykańskich w 1987 i brązowy w 1991. Medalista igrzysk Ameryki Środkowej i Karaibów w 1986, 1990 i 1993. Zdobył trzy medale na mistrzostwach panamerykańskich w latach 1982 - 1992. Wygrał mistrzostwa Ameryki Południowej w 1988 roku.

## Letnie Igrzyska Olimpijskie 1988
| Konkurencja | Eliminacje              | Eliminacje         | Klas. końcowa |
| Konkurencja | Przeciwnik I            | Przeciwnik II      | Miejsce       |
| ----------- | ----------------------- | ------------------ | ------------- |
| 86 kg       | Akilong Diabone (SEN) Z | Liu Junlin (CHN) P | 13.           |